# ردلهام
ردلهام (به آلمانی: Redlham) یک منطقهٔ مسکونی در اتریش است که در ناحیه وکلابروک واقع شده‌است. ردلهام ۸ کیلومتر مربع مساحت دارد ۴۰۳ متر بالاتر از سطح دریا واقع شده‌است.